# Minot (Dakota del Nord)
Minot és una població dels Estats Units a l'estat de Dakota del Nord. Segons el cens del 2000 tenia 36.547 habitants.

## Demografia
Segons el cens del 2000, Minot tenia 36.567 habitants, 15.520 habitatges, i 9.265 famílies. La densitat de població era de 970,4 hab./km².
Dels 15.520 habitatges en un 28,6% hi vivien nens de menys de 18 anys, en un 46,6% hi vivien parelles casades, en un 10% dones solteres, i en un 40,3% no eren unitats familiars. En el 32,5% dels habitatges hi vivien persones soles el 12% de les quals corresponia a persones de 65 anys o més que vivien soles. El nombre mitjà de persones vivint en cada habitatge era de 2,27 i el nombre mitjà de persones que vivien en cada família era de 2,9.
Per edats la població es repartia de la següent manera: un 23,2% tenia menys de 18 anys, un 13,3% entre 18 i 24, un 27,4% entre 25 i 44, un 20,7% de 45 a 60 i un 15,4% 65 anys o més.
L'edat mediana era de 35 anys. Per cada 100 dones de 18 o més anys hi havia 89 homes.
La renda mediana per habitatge era de 32.218$ i la renda mediana per família de 42.804$. Els homes tenien una renda mediana de 30.283$ mentre que les dones 20.023$. La renda per capita de la població era de 18.011$. Entorn del 8,8% de les famílies i el 12,8% de la població estaven per davall del llindar de pobresa.

## Poblacions més properes
El següent diagrama mostra les poblacions més properes.